# برايان سوندرز
برايان سوندرز هو عداء سريع كندي، ولد في 9 يوليو 1952 في بورت أوف سبين في ترينيداد وتوباغو.

## وصلات خارجية
- برايان سوندرز على موقع الاتحاد الدولي لألعاب القوى (الإنجليزية)
- برايان سوندرز على موقع الاتحاد الكندي لألعاب القوى (الإنجليزية)
- برايان سوندرز على موقع اللجنة الأولمبية الدولية (الإنجليزية)
- برايان سوندرز على موقع أوليمبيديا (الإنجليزية)
- برايان سوندرز على موقع اللجنة الأولمبية الكندية (الإنجليزية)
- برايان سوندرز على موقع اتحاد ألعاب الكومنولث (مؤرشف) (الإنجليزية)